# Enceinte de Landrecies
L'enceinte de Landrecies est un ancien ensemble de fortifications qui protégeait la ville de Landrecies, dans le département français du Nord.

## Les fortifications modernes

### Contexte
Au début du XVIe siècle, Landrecies est une place forte des Pays-Bas à la frontière avec le Royaume de France, la rivalité entre Charles Quint et François Ier amène la ville à être prise par les français en 1521 au cours de la Sixième guerre d'Italie avant d'être rendue aux Pays-Bas par le Traité de Madrid en 1526. Au cours de la Neuvième guerre d'Italie, la ville est à nouveau prise par les français en 1543 avant d'être assiégée la même année en vain par les troupes de Charles Quint, elle est finalement rendue aux Pays-Bas par la Trêve de Crépy-en-Laonnois en 1544,.

### La nouvelle enceinte
Sous l'occupation française en 1523, une première campagne de travaux est menée pour renforcer l'enceinte, on note notamment la construction d'un batardeau et la régularisation du fossé sur le front nord. Au cours de la seconde occupation française en 1543, François Ier fait appel à un ingénieur italien pour renforcer les fortifications.

### Monographies
- A Delécluse, Essai historique sur la ville de Landrecies suivi d'une notice sur l'abbaye de Maroilles, Jemappes, César Glorieux, 1866 (lire en ligne)
- Philippe Fournez, Histoire d'une forrteresse : Landrecies, Paris, Perrin et Compagnie, 1911 (lire en ligne)
- Collectif, Carnet de ville de Landrecies, Conseil architecture, d'urbanisme et de l'environnement du Nord (CAUE Nord), 14 p. (lire en ligne)